# Rita Almeida
Rita K. Almeida (???, 1974) é uma economista portuguesa que ingressou no Banco Mundial em 2002 como economista investigadora. 

## Biografia
Depois de actuar como economista sénior com responsabilidades por empréstimos e análises em apoio à educação na América Latina, Europa Oriental e Médio Oriente e Norte da África, em maio de 2021 ela era líder do programa de desenvolvimento humano para os países da América Central. Ao longo dos anos, Almeida coordenou uma série de publicações do Banco Mundial e da IZA nas áreas da educação, treino profissional e gastos sociais públicos. Desde 2003, ela é Pesquisadora do Instituto de Economia do Trabalho IZA.